# Cloqué
Cloqué (aus dem Französischen cloqué = Brandblase, eine Blase bildend) gehört zu den Kreppgeweben und wird auch als Blasenkrepp bezeichnet, da das für Kreppgewebe typische verworfene Aussehen durch Blasenbildung der Oberfläche erreicht wird.
Der Stoff wird aufgrund seiner interessanten Struktur für modische Abendkleider und Blazer verwendet. Cloquégewebe und -stoffe sollte man nicht bügeln, falls es doch nötig wäre, dann nur schwach und von links (innen liegende Seite).

## Herstellung
Bei der Herstellung unterscheidet man drei Methoden:
- Echter Cloqué mit einem Gewebe aus je zwei Kett- und Schusssystemen, letztere mit glatten und gekreppten Garnen.
- Halb-Cloqué mit nur einer Kette, aber zwei Schussgarnen (glatt und gekreppt)
- Schrumpf-Cloqué unter Verwendung von schrumpfbaren und nicht schrumpfbaren Chemiefasern. Der Cloqué-Effekt wird in der Ausrüstung erzielt.

Beim echten Cloquégewebe sind die Kettfäden der Oberware locker, die der Unterware (Georgette) straff gespannt. Die Unterkette bindet in gewissen Rapporten an den Oberschuss an, zwischen den Anbindungsstellen liegt das Obergewebe locker darauf. In der Appretur ziehen sich durch die Nassbehandlung die Kreppgarne oder Hochschrumpfgarne des Untergewebes zusammen, werden kürzer und wölben das Obergewebe blasenartig hoch. Das dadurch entstehende Relief ist permanent.